# Luís Francisco Wasilewski

Luís Francisco Wasilewski (Porto Alegre, 6 de setembro de 1978) é um escritor, pesquisador, dramaturgo e crítico teatral brasileiro. Pelo imenso número de espetáculos assistidos desde os 10 anos de idade, pelos milhares de programas teatrais colecionados e por sua prodigiosa memória para detalhes das peças e seus bastidores, Wasilewski já foi chamado de "enciclopédia viva do teatro". É um pesquisador pioneiro nos estudos do teatro besteirol brasileiro.

## Jornalismo cultural
Luís Francisco Wasilewski começa a atuar como jornalista cultural em 1998, no jornal Palco & Plateia, editado pela Secretaria Municipal de Cultura de Porto Alegre.
Em 2002, publica no Jornal da Universidade Federal do Rio Grande do Sul uma entrevista inédita com o ator Lineu Dias. Em 2003, organiza a primeira edição do concurso de contos Caio Fernando Abreu e publica no jornal da Universidade o artigo "O humor queer na obra de Caio Fernando Abreu", referência para outros trabalhos.
Em 2004, é chamado para ser editor do jornal Palco & Plateia, publicando números especiais sobre o dramaturgo Qorpo Santo, a bailarina Ceci Frank e a Companhia Balaio de Gatos. Desde esse ano, trabalha no Catálogo de Dramaturgia Brasileira organizado por Maria Helena Kuhner, que pela sua criação foi vencedora da Categoria Especial do Prêmio Shell - Rio de Janeiro, em 2006. 
Desde 2007, Wasilewski colabora com textos para o site de crítica teatral Aplauso Brasil, sendo o colaborador há mais tempo em atividade. Fez também parte do júri do Prêmio Aplauso Brasil de Teatro. A partir de 2008, redigiu verbetes sobre Teatro para a Enciclopédia Itaú Cultural.
Participa com frequência de diversos veículos de imprensa com textos, obituários e entrevistas sobre montagens e personalidades da história do teatro brasileiro e, em especial, sobre o besteirol.

## Pesquisa acadêmica
Durante a graduação em Letras pela UFRGS, recebe dois prêmios de destaque no Salão de Iniciação Científica da UFRGS, estudando a obra de Qorpo Santo.
Obtém o Mestrado em 2009, pela Universidade de São Paulo, com a dissertação "Isto é Besteirol: a dramaturgia de Vicente Pereira no âmbito do Teatro Besteirol", o primeiro estudo acadêmico sobre a obra do autor Vicente Pereira e o teatro besteirol no Brasil.
Em 2010, é publicado o artigo "Qorpo Santo e suas primeiras encenações em Porto Alegre" escrito em 2005 por Luís Francisco em seu projeto de Iniciação Científica financiado pelo CNPq, no livro "Guilhermino César: Memória e Horizonte na Literatura Brasileira", organizado por Maria do Carmo Campos e finalista do Prêmio Açorianos de Literatura 2010.
Obtém o Doutorado em 2015, também pela USP, com a tese "A receita do sucesso do dramaturgo no Teatro Besteirol: o estudo da comicidade na obra dramatúrgica de Mauro Rasi entre os anos de 1978 e 1985".
Ingressa no Pós-doutorado em 2017, no Programa Avançado de Cultura Contemporânea da Universidade Federal do Rio de Janeiro, sob supervisão de Heloísa Buarque de Hollanda, com o projeto "Em Busca da Genealogia do Humor Queer na Década de 1980". No âmbito do programa, produziu os artigos acadêmicos "Quem tem Medo de Itália Fausta? : Irreverência e Iconoclastia na cena teatral brasileira na década de 1980" e "Questões políticas da ditadura brasileira sob o prisma da irreverência nos Dzi Croquetes e no Teatro Besteirol".
Em 2021, escreve para a Revista Urdimento, da Universidade do Estado de Santa Catarina, o artigo "Notas sobre o Teatro Musical de Eduardo Dussek", primeiro estudo acadêmico sobre a obra do cantor e compositor.
No mesmo ano, comenta a primeira exibição no Brasil do filme de média metragem gravado em Super-8 "Verdes Vales do Fim do Mundo", de Antonio Bivar, encontrado após a morte do autor, que registra suas viagens na década de 1970 e deu origem ao livro homônimo.

## Dramaturgia
Em 2007, estreia como dramaturgo com "A Casa das Três Irenes", no Teatro do SESC, em Porto Alegre, com João Carlos Castanha, Caio Prates e Lauro Ramalho no elenco e direção de Zé Adão Barbosa, ficando em cartaz até 2009.

## Produção cultural
Em 2011, é curador da exposição "Assim era o besteirol" que estreia no Centro Cultural Cândido Mendes no Rio e é reexibida em São Paulo em outras duas ocasiões: em 2011, no Teatro Next e em 2012, na Oficina Cultural Oswald de Andrade, onde Luís Francisco também ministra um curso sobre o tema.
Em 2017, organiza o evento "Festival Caio Entre Nós – uma homenagem a Caio Fernando Abreu" no Teatro do SESC, Theatro São Pedro e Santander Cultural em Porto Alegre.

## Publicações
Em 2010, sua dissertação é editada e publicada como livro na Coleção Aplauso, da Imprensa Oficial do Estado de São Paulo, com supervisão de Rubens Edwald Filho, com o título "Isto é Besteirol: O Teatro de Vicente Pereira".
Ainda em 2010, colabora no livro "As Grandes Vedetes do Brasil", organizado por Neyde Veneziano e também publicado pela Coleção Aplauso.
Em 2012, participou com o ensaio teórico "Desvendando a Terra do Melhores do Mundo" no livro "Os Melhores do Mundo - A Festa do Riso", de Sergio Maggio, pela Coleção Brasiliense, sobre a Companhia de Comédia Os Melhores do Mundo. 
Em 2014, faz o prefácio do livro "Teatro de Mauro Rasi - Volume 2", contendo as peças "Alta Sociedade", "Batalha de Arroz Num Ringue Pra Dois" e "O Crime do Dr. Alvarenga", para a Giostri editora.
Em 2016, organiza a publicação do livro "Ifigênia em Sodoma e outros textos curtos", com peças do dramaturgo Mauro Rasi, para a Giostri Editora.
No mesmo ano, trabalha na pesquisa e digitalização das cartas de Caio Fernando Abreu, para o livro "Cartas: Caio Fernando Abreu", organizado por Italo Moriconi, além de suas notas de rodapé, principalmente aquelas com referências a personalidades e obras artísticas mais familiares a quem transita pelo cenário cultural do Rio Grande do Sul